# Teo Tomczuk
Teo Tomczuk (ur. 5 kwietnia 2006 w Bergen) – polsko-norweski piosenkarz, autor tekstów i aktor.
Finalista 15. edycji programu Mam talent!. Znany z roli Mathiasa w norweskim serialu Rykter. Z utworem „Ghost” uczestniczył w konkursie o Bursztynowego Słowika podczas Top of the Top Sopot Festivalu 2024.

## Życiorys
Urodził się w Bergen w rodzinie polskich emigrantów pochodzących z Szprotawy i Małomic. Dzieciństwo spędził na małej wyspie w gminie Solund na zachodzie Norwegii. Od najmłodszych lat rozwijał swoje zainteresowania artystyczne, ucząc się samodzielnie gry na gitarze basowej i elektrycznej oraz na perkusji, a także śpiewu. Wraz ze starszą siostrą tworzył amatorskie filmy, co później wpłynęło na jego zainteresowanie aktorstwem. W 2020 przeprowadził się z rodziną do Bergen, co umożliwiło mu kontynuację rozwoju artystycznego. Od 2024 uczęszcza do szkoły Bergen Private Gymnas na kierunku muzyka, taniec i dramat. 

## Kariera
W 2019 wystąpił w musicalu Les Misérables w Brighton. Rozpoznawalność w Norwegii zyskał dzięki roli Mathiasa w serialu Rykter (2022). W 2023 za singiel „Goosebumps” otrzymał nagrodę Luttprisen za debiut roku. W tym samym roku wydał utwór „Wake Up”, inspirowany historiami o uzależnieniach wśród młodzieży.
W 2024 wystąpił w roli młodego człowieka poszukującego swojego miejsca w rzeczywistości pełnej wyzwań w sztuce teatralnej Menn som ingen treng w Den Nationale Scene w Bergen. W tym samym roku został finalistą 15. edycji programu Mam talent! i wystąpił z utworem „Ghost” w konkursie o Bursztynowego Słowika na Top of the Top Sopot Festivalu 2024. 3 lutego 2025 został dopuszczony z utworem „Immortal” do programu Wielki Finał Polskich Kwalifikacji do Konkursu Piosenki Eurowizji 2025 dzięki tzw. karcie uczestnictwa przyznanej mu przez TVP, co wzbudziło duże kontrowersje w mediach; 14 lutego zajął szóste miejsce w finale programu.

## Dyskografia
- „Ghost” (2024)
- „Ta meg imot” (2024)
- „Eg blir” (2024)
- „Lose Control” (2024)
- „Stole My Love” (2023)
- „Wake Up” (2023)
- „I Don't Wanna Dance” (2023)
- „A Million Pieces” (2022)
- „Trust” (2022)
- „Goosebumps” (2022)
- „Your Grin” (2021)